# Gunung Gamkonora
Gunung Gamkonora är ett berg i Indonesien.   Det ligger i provinsen Maluku Utara, i den nordöstra delen av landet, 2 400 km öster om huvudstaden Jakarta. Toppen på Gunung Gamkonora är 1 552 meter över havet.
Terrängen runt Gunung Gamkonora är huvudsakligen kuperad. Gunung Gamkonora är den högsta punkten i trakten. Runt Gunung Gamkonora är det glesbefolkat, med 19 invånare per kvadratkilometer. I omgivningarna runt Gunung Gamkonora växer i huvudsak städsegrön lövskog.